# Gorsko Kosovo, Veliko Tărnovo
Gorsko Kosovo (în bulgară Горско Косово) este un sat în comuna Suhindol, regiunea Veliko Tărnovo,  Bulgaria. 

## Demografie
Componența etnică a satului Gorsko Kosovo
     Nicio identificare (4,32%)
     Bulgari (95,67%)
     Altele (0%)
La recensământul din 2011, populația satului Gorsko Kosovo era de 162 locuitori. Din punct de vedere etnic, majoritatea locuitorilor (95,67%) erau bulgari. Pentru 4,32% din locuitori nu este cunoscută apartenența etnică.